# Эйвон (приток Северна)
Э́йвон (англ. River Avon) — река в Великобритании, левый приток реки Северн (впадает в неё у Тьюксбери в графстве Глостершир). Внутри страны также имеет названия Ве́рхний Э́йвон, Уо́рикшир Э́йвон и Ше́кспир Э́йвон. Длина реки — 154 км (11-я по длине река Великобритании). Протекает по пяти английским графствам — Лестершир, Уорикшир, Нортгемптоншир, Вустершир и Глостершир. Единственная судоходная река в графстве Уорикшир.
Великого английского драматурга Уильяма Шекспира, родившегося в Стратфорде и прожившего там в последние годы жизни часто — с лёгкой руки Бена Джонсона — называют Эйвонским Лебедем.
Притоки: Сау, Лем, Арроу, Суифт, Стур, Исборн.